# Apertochrysa nautarum
Apertochrysa nautarum is een insect uit de familie van de gaasvliegen (Chrysopidae), die tot de orde netvleugeligen (Neuroptera) behoort. 
Apertochrysa nautarum is voor het eerst wetenschappelijk beschreven door Tillyard in 1917.